# Црвењаци
Црвењаци су опанци и део српске народна ношње, који су се правили од коже, која се киселила - штавила у топлој води са јововом и брезовом кором, од којих је попримала црвену боју, по којима су и ови опанци добили име. 

## Порекло
Под утицајем из Босне већ од 1850. године у Ужицу су се почели израђивати црвени опанци, чија се употреба и израда ширила одаведе у околна места ужичког округа, као и остале делове западне Србије. Ужице је у то време био познати занатски и трговачки центар.

## Начин израде
Црвењаци или црвени опанци израђивали су се од коже која се штавила у топлој води са јововом и брезовом кором, од којих је попримала карактеристичну црвену боју. Шивење опанака радило се кожном опутом. Врх опанка правио се узан и кратак, док је на горњем делу премет од шире сечене опуте, кроз који су провлачена два до четири реда преплета. Имали су и шире сечене каише којима су се везали за ногу. Кожа се штавила само површински, па су при ношењу брзо хабали, за разлику од опанака ђонаша, који су се правили од добро прерађене коже.
Кожу за израду пресних опанака сељаци су добијали од „посека”, односно заклане стоке за зиму. У неким деловима Србије кожа сељаци су куповали осушену кожу за израду опанака од мутавџија.